# 宇治向島
宇治向島（うじむかえしま）は、鹿児島県南さつま市にある島。宇治島と周辺の小島や岩礁とともに宇治群島を構成している。面積1.69km2、標高319m。学術調査では宇治島に対して単に「向島」としているものもある。

## 地理
宇治群島に属し、無人島である。宇治島と同じく海食崖に囲まれた地形である。宇治島に比べて地形は急峻である。